# Jean-Pierre Renard
Jean-Pierre Renard est un géographe, professeur d'université et chercheur français né en 1948. 

## Biographie
Jean-Pierre Renard est agrégé de géographie,  docteur en géographie humaine (Lille1, 1987) et professeur à l'Université d'Artois, spécialiste de la géographie des frontières. 
Après avoir été directeur de l'U.F.R. de géographie de l'université de Lille 1, il a été Vice-président de l'Université d'Artois et en tant que tel, il était attaché à la promotion de l'idée d'universités de proximité et œuvrait en ce sens. Il prône l'interdisciplinarité, notamment entre économie et géographie, pour l'étude de l'environnement.
Il  a dirigé le laboratoire Dynamique des Réseaux et des Territoires, aujourd'hui[Quand ?] rebaptisé Discontinuités, laboratoire associé au CNRS (EA 2468). Il travaille sur la notion de frontière : selon lui, au XXIe siècle, les frontières changent d'aspect mais ne s'atténuent pas. En 2019, Pascal Clerc et ses collaborateurs estiment que les travaux de Jean-Pierre Renard sur les frontières et les territoires à la fin des années 1990 ont signé « une transformation radicale des questionnements ». 
Il soutient sa thèse de doctorat Étude géographique des marges mitoyennes des régions Nord-Pas-de-Calais et Picardie : la contribution de limites territoriales, autrefois frontalières, à la marginalisation d'espaces ruraux, sous la direction de Pierre-jean Thumerelle, et il est directeur de thèse.

## Publications (sélection)
- Les hautes terres artésiennes : étude de géographie rurale et régional : essai de définition d'un espace régional en fonction de sa ruralité profonde, sous la dir. de Pierre Biays, [s.l.], [s.n.], 1981.
- Forêts et frontières : quelques réflexions pour une étude causale et évolutive avec Dubois Jean-Jacques. In: Espace, populations, sociétés, 1984-1, Limites et frontières, p. 25-42.
- Étude géographique des marges mitoyennes des régions Nord-Pas-de-Calais et Picardie : la contribution de limites territoriales, autrefois frontalières, à la marginalisation d'espaces ruraux, sous la dir. de Pierre-Jean Thumerelle, [s.l.], [s.n.], [1987] (thèse d'État).
- «La place du bocage dans la vie régionale de l’Avesnois-Thiérache», Colloque  européen  sur  le  devenir  du  bocage, Actes, Fourmies, Ecomusée  de  la  région  de Fourmies-Trélon & Maison du Bocage, Sains-du-Nord, 1987b, p. 21-24.
- « Les ménages d'une personne en Picardie. Quelques aspects structurels et géographiques », avec Schwartvagher E., in Espace, populations, sociétés, 1988-1. Ménages, familles et isolés - Households, families and lonely persons. p. 133-139.
- Nord et Est, frontières ouvertes , Didier Paris et Jean-Pierre Renard, Paris, La Documentation française, 1991
- Le géographe et les frontières[8],[9], Paris, Éditions L'Harmattan, 1997, 299 p.  (ISBN 2-7384-5252-3)
- Le détroit du Pas de Calais et la politique de coopération frontalière avec Duhamel Sabine. In: Hommes et Terres du Nord, 2002/2. Détroits, sous la direction de Gérard Beltrando. p. 45-50.
- Villes et frontières. Paris, Anthropos, collection << Villes >>. Bernard Reitel, Patricia Zander, Jean-Luc Piermay, et Jean-Pierre Renard, 2002.  (ISBN 2-7178-4458-9), 275 pages[10].
- En zone frontalière avec Sherko Fatah, 2004. In: Hommes et Terres du Nord, 2003/4. Slovaquie, sous la direction de François-Olivier Seys. p. 66.
- Hommes et Terres du Nord, 2004-05/2. Tourisme et renouvellement des territoires, sous la direction de Marie-Madeleine Damien. p. 69-70.
- Compte-rendu du séminaire «Frontières et temporalités», du vendredi 9 décembre 2005, avec François Moullé.
- Les frontières mondiales, avec Patrick Picouet [Texte imprimé] : origines et dynamiques, Nantes, éd. du Temps, DL 2007[11],[12].

### En collaboration avec Pierre-Jean Thumerelle[7]
- Comptes rendus d'articles (Espace Populations Sociétés, 1986, compte-rendu)
- Condensé des interventions des auditeurs après l'exposé des communications regroupées dans le second ensemble. (Espace Populations Sociétés, 1984, autre)
- Comptes rendus d'articles (Espace Populations Sociétés, 1984, compte-rendu)